# Henri Boncquet
Henri Boncquet (né à Ardoye, en Flandre occidentale, le 7 avril 1868 et mort à Bruxelles le 10 avril 1908) est un sculpteur belge. Lauréat du Prix de Rome belge en 1897, sa carrière est brève, mais féconde.

## Biographie

### Famille et première formation
Henri Boncquet, né à Ardoye, en Flandre occidentale le 7 avril 1868, est le cadet d'une famille sans fortune de neuf enfants. Son père, Joannes Boncquet (1812-1879) est tisserand de lin, sa mère Coleta Haesebrouck (1821-1885) fileuse. Son frère aîné, Pierre Boncquet (1850-1884) est également sculpteur. Orphelin à dix-sept ans, Henri Boncquet travaille, dès l'âge de douze ans dans l'atelier de sculpture industrielle de Charles Dupon à Roulers, où est conçu du mobilier d'église néo-gothique. Le soir, il étudie à l'Académie des Beaux-Arts de Roulers, où il est inscrit pour l'année académique 1880-1881, tout en suivant des cours auprès de Clément Carbon, sculpteur.

### Formation académique
Henri Boncquet s'établit ensuite à Bruxelles, où il s'inscrit à l'Académie royale des Beaux-Arts le 19 septembre 1888 et suit des cours auprès de Charles Van der Stappen. Durant les premières années de sa jeunesse, Henri Boncquet n'est pas aisé, mais il peut cependant compter sur le soutien financier de sa sœur Eugénie et de celui de l'orfèvre Philippe Wolfers, qui demeure au fil du temps son ami. Sa première œuvre depuis son retour en Belgique est issue d'une commande gouvernementale dans le cadre de la rénovation du Jardin botanique de Bruxelles. Le gouvernement avait demandé à Constantin Meunier et à Charles Van der Stappen de créer un projet d'aménagement dans lequel, L'Aigle, d'Henri Boncquet, réalisée en 1891, orne depuis lors le parc du Jardin botanique et constitue une réussite artistique.

### Prix de Rome
Henri Boncquet participe à trois reprises au concours du Prix de Rome belge de sculpture à l'Académie Royale des Beaux-Arts d'Anvers, en 1891, 1894 et 1897. Il loue un petit atelier au faubourg d'Ixelles où il travaille solitairement et assidûment. En 1894, il remporte le deuxième prix avec un bas-relief intitulé Enée portant son père Anchise après avoir brûlé Troie. La ville de Roulers acquiert cette œuvre en 1898, elle est conservée depuis lors à l'hôtel de ville de Roulers.
En 1897, il remporte finalement le Premier prix de Rome. Cette fois, il ne s'agit pas d'un bas-relief, mais d'une statue autoportante ayant pour thème Thor, dieu du tonnerre, lutte avec le grand serpent et le tue ; mais lui-même mourra du poison que le monstre lui crache. Lorsqu'on apprend qu'Henri Boncquet avait remporté le Prix de Rome, il est reçu triomphalement à Ardoye le 12 octobre 1897 par un véritable cortège.

### Séjour en Italie
En vue du séjour qu'il s'apprête à effectuer à Rome, Henri Boncquet écrit : 

« Je me trouve donc sur la grande route de l'Italie. Voyage autrefois si chéri par nos maîtres ; mais autant la route semble nous sourire, autant est-elle pleine de périls... Je ferai un séjour de trois années là-bas, afin d'étudier les incomparables productions de l'Antiquité, et de la Renaissance, non pas comme un profane qui s'extasie devant une œuvre parce qu'elle répond à son sentiment : il faut les examiner minutieusement pour scruter l'esprit créateur et le talent de l'artiste. Il est bon aussi de comparer les différentes tendances aboutissant à un résultat si différent mais également superbe et noble, preuve que le Beau en Art est inépuisable et point absolu.. »

En 1898, nanti de la bourse d'études assortie au prix reçu, Henri Boncquet se rend durant quinze jours à Paris, puis, après une halte à Cologne, s'installe au printemps à Rome. Il séjourne à « l'Académie belge », sur la Piazza Dante, no 2, un bâtiment loué par le gouvernement belge au profit des artistes résidant à Rome. De là, il se rend à Nuremberg et à Munich, puis séjourne quelque temps à Londres qu'il visite avec enthousiasme, estimant que les britanniques ont un grand respect dans la conservation de l'art plastique.
De retour à Rome, au printemps 1900, il apprend la maladie de sa sœur Eugénie, et décide de se rendre à son chevet à Bruges, puis à Bruxelles, où il demeure près d'elle durant plusieurs semaines. Revenu à Rome, il apprend la mort inopinée de sa sœur en juillet 1900. Trois mois plus tard, lorsque le gouvernement italien ne renouvelle pas le bail de son atelier, il est expulsé sans trop de formalités et trouve un nouveau logement dans la Via Montebello, no 2. Il n'aime pas la Rome moderne, déplorant la lente dégradation de ses parures architecturales et la lente mort de son activité artistique. La première statue qu'il réalise en Italie, en 1898, et qu'il intitule L'Illusion s'apparente davantage à la représentation d'une femme flamande qu'à un modèle italien.

### Retour en Belgique
À partir de juillet 1901, Henri Boncquet est de retour en Belgique. Il part vivre rue de Hennin no 72 à Ixelles, non loin de la demeure de son ami le sculpteur Isidore De Rudder. Il devient membre du cercle Pour l'Art et participe à ses expositions. Son œuvre est influencée par Jef Lambeaux et Auguste Rodin. Il reçoit régulièrement des commandes du gouvernement, comme un buste du géologue Laurent-Guillaume de Koninck destiné au Palais des Académies, deux statues pour l'arcade du Parc du Cinquantenaire (Justice et Prudence), ainsi qu'une statue pour l'hôtel de ville de Saint-Gilles, intitulée L'Industrie. En 1903, sa sculpture en pierre Famille avec enfant est placée au Malkastenpark à Düsseldorf. En 1906, Henri Boncquet expose au Salon de Paris, mais progressivement, son état de santé se dégrade et il rédige son testament le 3 avril 1908, après avoir vu son médecin.
Le 8 avril 1908, il est opéré d'un cancer de l'estomac, dont il souffrait depuis des années. Il meurt, après deux jours de souffrances dans la soirée du 10 avril, à la clinique, du docteur Lambotte, boulevard du Régent no 53 à Bruxelles, à l'âge de 40 ans. Il est inhumé au cimetière d'Ixelles. Une statue réalisée par Isidore De Rudder est érigée sur sa pierre tombale.

## Œuvres

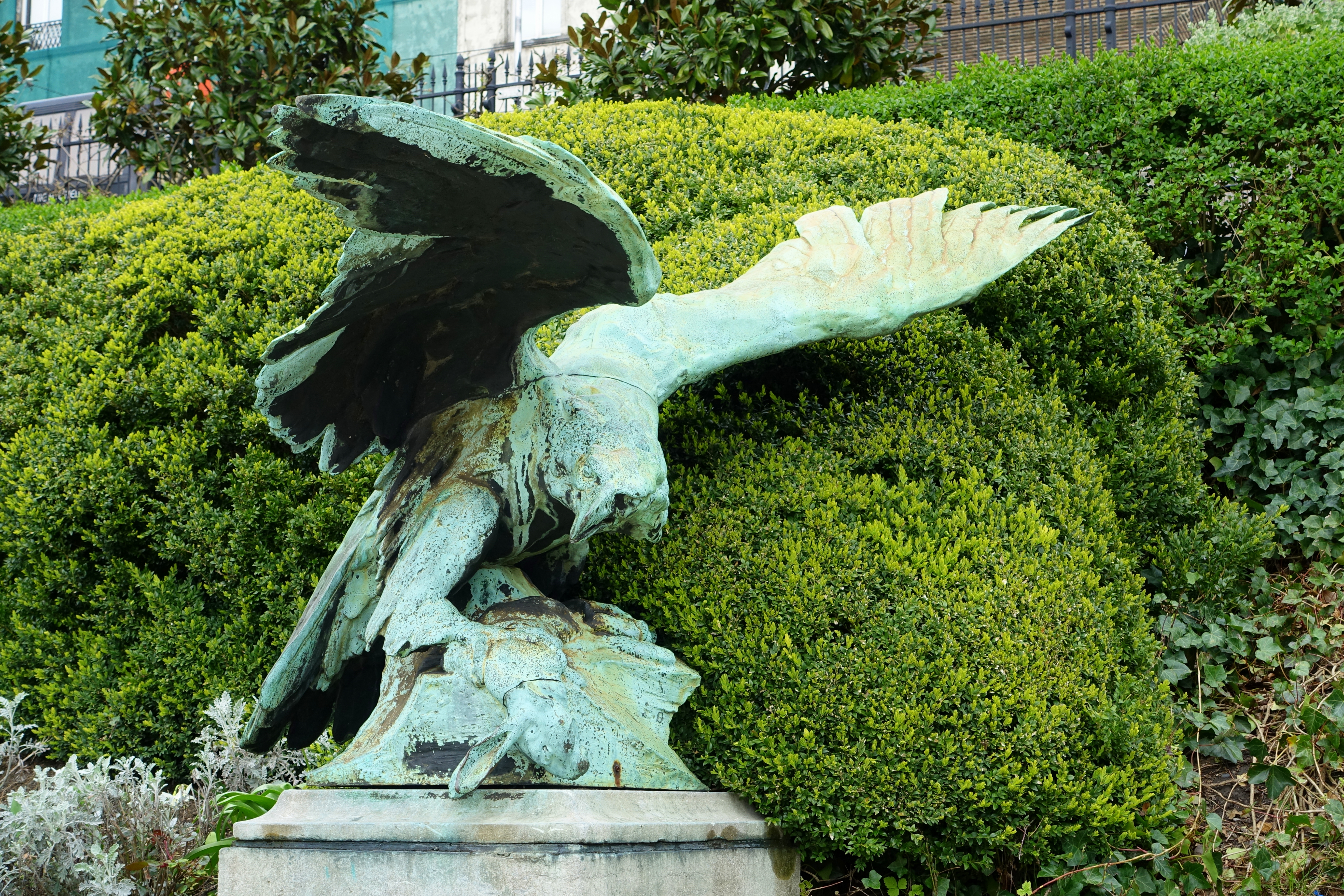
L'Aigle au Jardin botanique de Bruxelles.

Extrait du catalogue établi par Sander Pierron :
- L'Aigle, bronze, Jardin botanique de Bruxelles.
- Sollicitude maternelle, marbre, Square de Meeûs à Bruxelles.
- Destin, bronze, Square Léon Jacquet à Ixelles.
- Famille avec enfant, marbre, parc Malkasten à Düsseldorf.
- Mélancolie, bronze, Musée Broel à Courtrai.
- Solitaire, bronze, Musée des Beaux-Arts d'Anvers ; croquis, également en bronze, au MRBAB à Bruxelles.
- Énée portant son père Anchise après l'incendie de Troie, bas-relief, hôtel de ville de Roulers.
- Indolence, marbre, MRBAB à Bruxelles.
- Calvaire , ivoire et argent, Musée du Cinquantenaire, Bruxelles.
- Buste du géologue Laurent-Guillaume de Koninck, marbre, Palais des Académies.
- Buste du chanoine Martin Deblander, bronze, Collège Saint-Augustin, Enghien.
- Industrie, hôtel de ville de Saint-Gilles ; petite copie en bronze au MRBAB à Bruxelles.
- Justice, bronze, arc de triomphe Parc du Cinquantenaire, Bruxelles.
- La Loi guide l'humanité sur le chemin du bien, marbre, Chambre des représentants.